# رقابت‌های مقدماتی فوتسال یوفا یورو ۲۰۲۰
رقابت‌های مقدماتی فوتسال یوفا ۲۰۲۰یورو یک مسابقه فوتسال مردان است و ۱۵ تیمی را که که به صورت مستقیم به مسابقات صعود می‌کنند مشخص می‌کند این اولین تورنمنتی است که به صورت چهار ساله و با حضور۱۶ تیم به غیر از هلند برگزار می‌شود. ۴۹تیم از ۵۴تیم ملی که عضو یوفا در رقابت‌های مقدماتی از جمله اتریش و ایرلند شمالی که برای اولین بار نیز وارد این رقابت‌ها شده‌اند وارد رقابت شدند. ۱۶تیمی نیز که به مرحله مقدماتی مرحله انتخابی مرحله مقدماتی جام جهانی فوتسال فیفا۲۰۲۰ راه یافته بودند، در مرحله گروهی مقدماتی خداحافظی کردند که برای اولین بار در قالب بازی خانگی و خارج از خانه انجام می‌شود.